# Justicia phillipsiae
Justicia phillipsiae är en akantusväxtart som beskrevs av Alfred Barton Rendle. Justicia phillipsiae ingår i släktet Justicia och familjen akantusväxter. Inga underarter finns listade i Catalogue of Life.